# Loganair
Loganair – brytyjska linia lotnicza z siedzibą w Glasgow. Głównym węzłem jest port lotniczy Glasgow. Loganair współpracuje z Flybe oraz z British Airways i wykonuje loty dla tych linii lotniczych na krótkich trasach.

## Flota
Według stanu na maj 2025 flota Loganair składała się z 35 samolotów o średnim wieku 21,2 lat:
| Samolot                        | Samolot | Samolot   | Liczba miejsc | Liczba miejsc | Uwagi                                 |
| Model                          | Aktywne | Zamówione | E             | Łącznie       | Uwagi                                 |
| ------------------------------ | ------- | --------- | ------------- | ------------- | ------------------------------------- |
| ATR 42                         | 6       | -         | 48            | 48            |                                       |
| ATR 72                         | 4       | 1         | -             | -             | Konfiguracja cargo                    |
| ATR 72                         | 9       | 1         | 72            | 72            |                                       |
| Britten-Norman Islander        | 2       | -         | 9             | 9             |                                       |
| de Havilland Canada Dash 6-300 | 1       | -         | 19            | 19            |                                       |
| de Havilland Canada Dash 6-400 | 2       | -         | 19            | 19            | Realizacja połączeń dla rządu Szkocji |
| Embraer ERJ-145                | 11      | -         | 49            | 49            |                                       |
| Łącznie                        | 35      | 1         |               |               |                                       |